# Образование в Габоне
Система образования в Габоне находится под управлением двух министерств. Министерство Образования занимается дошкольным и школьным образованием. Министерство Высшего Образования и Инновационных Технологий управляет университетами и профессиональными училищами.
За основу системы образования в Габоне взята французская модель, однако она была несколько изменена, с целью приспособить её к местным потребностям и традициям.
Согласно Акту об Образовании, образование обязательно для детей от 6 до 16 лет. Образование бесплатное. Большинство детей в Габоне посещают ясли (называемые «Crèche»), затем переходят в детский сад, а в возрасте 6 лет поступают в начальную школу («École Primaire»), включающую в себя шесть классов. Следующим уровнем является средняя школа («École Secondaire»), состоящую из семи классов. Обычно в этой системе дети заканчивают учиться в возрасте 19 лет. Закончившие полный курс обучения могут поступать в университеты системы высшего образования и профессиональные училища.
Главный университет страны расположен в её столице Либревиле и носит имя Омара Бонго. В его составе имеются факультеты юриспруденции, естественных и гуманитарных наук. Имеются также профессиональные училища, готовящие учителей, инженеров, специалистов лесного хозяйства, гидравликов, администраторов и менеджеров.
На образование тратится около 9,6 % государственного бюджета. Весь курс образования состоит из 13 классов, с 1-го по 13-й. Языком школьного образования является французский. По состоянию на 2021 год, по оценкам всемирной книги фактов ЦРУ, 85,5 % населения в возрасте от 15 лет и старше умеют читать и писать из них 86,2 % мужчин и 84,7 % женщин.